# Hemiboea magnibracteata
Hemiboea magnibracteata là một loài thực vật có hoa trong họ Tai voi. Loài này được Y.G. Wei & H.Q. Wen mô tả khoa học đầu tiên năm 1995.